# Иремадзееби
Иремадзееби (груз. ირემაძეები) — село в Грузии, на территории Хулойского муниципалитета автономной республики Аджария.

## География
Село находится в юго-западной части Грузии, на правом берегу реки Наплатисцкали (правый приток Аджарисцкали), на расстоянии 5 километров (по прямой) к северо-востоку от посёлка городского типа Хуло, административного центра муниципалитета. Абсолютная высота — 986 метров над уровнем моря.

## Население
По результатам официальной переписи населения 2014 года, в Иремадзееби проживало 453 человека (228 мужчин и 225 женщин). В национальной структуре населения грузины составляли 100 %.
| Год  | Население, человек |
| ---- | ------------------ |
| 2002 | 730                |
| 2014 | ↘ 453              |